# Secondhand-Zeit
Secondhand-Zeit. Leben auf den Trümmern des Sozialismus ist ein russischer Reportageband der belarussischen Autorin Swetlana Alexijewitsch, der 2013 zunächst unter dem Titel „Vremja second-hand. Konec krasnogo čeloveka“ bei Vremja in Moskau erschien und im selben Jahr unter dem Titel „Secondhand-Zeit. Leben auf den Trümmern des Sozialismus“ bei Hanser auf Deutsch veröffentlicht wurde. Übersetzerin ist Ganna-Maria Braungardt.
Alexijewitsch beschreibt in diesem Werk Menschen, die in der Sowjetunion geboren wurden und nicht mehr in der Sowjetunion leben – zum Teil, weil sie ausgewandert sind, aber vor allem, weil die Sowjetunion nicht mehr existiert. Das Werk wurde in zahlreiche Sprachen übersetzt.

## Inhalt
Secondhand-Zeit ist ein Reportageband, der in einigen Rezensionen auch als „dokumentarischer Roman“ bezeichnet wird. Es handelt sich (fast) durchgängig um Interviews, die ohne zusätzlichen Kommentar der Autorin als Monologe der Gesprächspartner bearbeitet und dargestellt sind.
- Erster Teil:

- Trost durch Apokalypse

Aus Straßenlärm und Küchengesprächen (1991 – 2001)
- Zehn Geschichten in rotem Interieur

Vom Schönen an der Diktatur und von Schmetterlingen in Zement
Von Brüdern und Schwestern, Henkern und Opfern ... und dem Elektorat
Von Flüstern und Schreien ... und von Begeisterung
Von einem einsamen roten Marschall und drei Tagen einer vergessenen Revolution
Von den Almosen der Erinnerung und der Gier nach einem Sinn
Von einer anderen Bibel und anderen Gläubigen
Von der Grausamkeit der Flammen und der Rettung von oben
Vom süßen Leiden und dem Fokus des russischen Geistes
Von einer Zeit, in der jeder, der tötet, glaubt, er diene Gott
Von einem kleinen roten Fähnchen und dem Feixen des Beils
- Zweiter Teil:

- Der Reiz der Leere

Aus Straßenlärm und Küchengesprächen (2002 – 2012)
- Zehn Geschichten ohne Interieur

Von Romeo und Julia ... nur hießen sie Margarita und Abulfas
Von Menschen, die „nach dem Kommunismus“ sofort andere wurden
Von Einsamkeit, die fast aussieht wie Glück
Vom Wunsch, sie alle zu töten, und dem Entsetzen darüber, das gewollt zu haben
Von einer alten Frau mit Sense und einem hübschen jungen Mädchen
Von fremdem Leid, das Gott euch auf die Schwelle eures Hauses gelegt hat
Vom hundsgemeinen Leben und von hundert Gramm leichtem Sand in einer kleinen weißen Vase
Von der Unempfindlichkeit der Toten und der Stille des Staubs
Von trügerischem Dunkel und einem „anderen Leben, das man aus diesem machen kann“
Vom Mut und danach
- Anmerkungen einer Normalbürgerin

- Anmerkungen der Übersetzerin

Der Verlag beschreibt das Buch wie folgt:

„Der Kalte Krieg ist seit über zwanzig Jahren vorbei, doch das postsowjetische Russland sucht noch immer nach einer neuen Identität. Während man im Westen nach wie vor von der Gorbatschow-Zeit schwärmt, will man sie in Russland am liebsten vergessen. Inzwischen gilt Stalin dort vielen, auch unter den Jüngeren, wieder als großer Staatsmann, wie überhaupt die sozialistische Vergangenheit immer öfter nostalgisch verklärt wird. Für Swetlana Alexijewitsch leben die Russen gleichsam in einer Zeit des "secondhand", der gebrauchten Ideen und Worte. Wie ein vielstimmiger Chor erzählen die Menschen in ihrem neuen Buch von der radikalen gesellschaftlichen Umwälzung in den zurückliegenden Jahren.“

## Rezensionen
Das Werk wurde durchgängig gut besprochen.
Regina Mönch von der FAZ schreibt, Alexijewitsch versammele Individuen, die zuweilen wie Gestalten der großen russischen Literatur anmuteten; die Mitglieder einer geschlossenen Gesellschaft seien, deren Erosion keine Utopie vom neuen, besseren Menschen aufhalten konnte, sosehr man sie auch immer wieder beschwor und jeden Zweifler grausam verfolgte. Nur selten lese man zwischen den Porträts knappe Kommentare der Menschensammlerin, wenn sie dem Leser etwa mitteile, dass das Gespräch an dieser Stelle eigentlich zu Ende war, sie aber gebeten wurde, zu bleiben und zuzuhören. Die Rezensentin stellt fest, dass wohl keiner vor ihr so fragen und zuhören konnte.
Die Besprechung in der Frankfurter Rundschau kommentiert der Perlentaucher mit den Worten, die Rezensentin Cornelia Geißler sei hier einem verwundeten Volk begegnet – Unglücklichen, Verfolgten, Verarmten, aber auch Aufsteigern und Glücksrittern.

## Adaptionen
Secondhand-Zeit wurde mehrfach für das Theater adaptiert. Eine Auswahl:
- Schauspielhaus Graz, Premiere 1. Dezember 2016, Regie Alia Luque[3]
- Staatsschauspiel Dresden, Premiere 25. Februar 2017, Regie David Benjamin Brückel, Darsteller aus der ehemaligen Sowjetunion[4]
- Thalia-Theater Hamburg, Premiere 27. September 2017, Regie Johanna Louise Witt, Darstellerin Alicia Aumüller[5][6]

Der russische Komponist Sergej Newski schuf 2018 eine gleichnamige Oper nach dem Text Alexijewitschs. Diese sah ihre deutsche Uraufführung 2020 in Stuttgart.